# Käthchenhaus

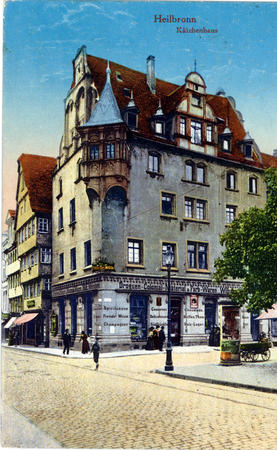
Das Käthchenhaus vor der Zerstörung am 4. Dezember 1944

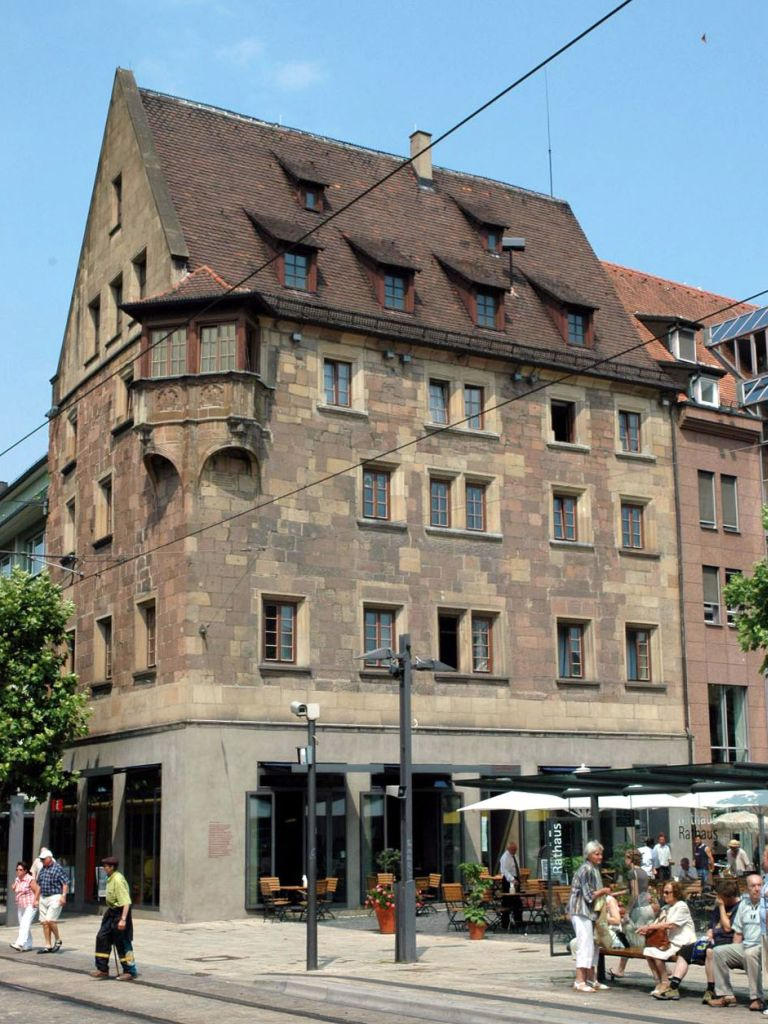
Das Käthchenhaus, heute ohne Erkeraufbau und Giebelschmuck.

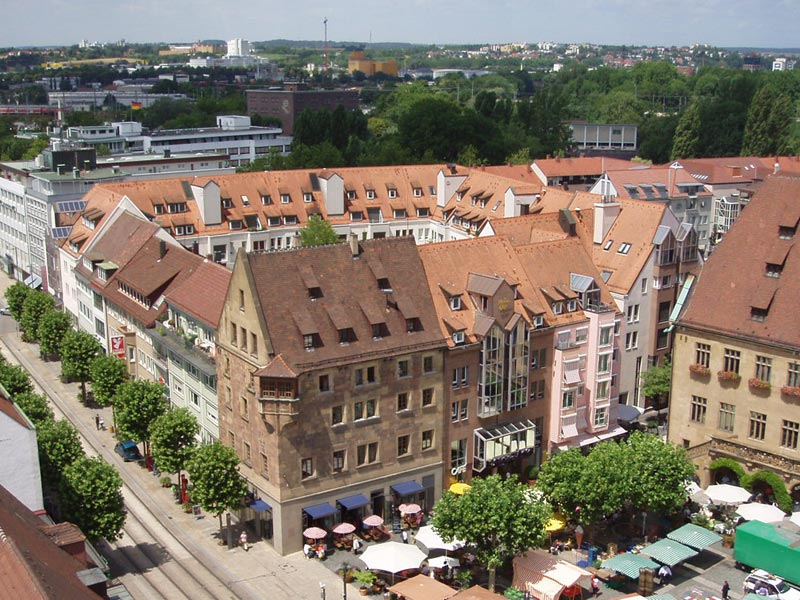
Das Kätchenhaus als Teil des Käthchenhofs 2007

Das Käthchenhaus ist ein privater Profanbau des 14. Jahrhunderts am Marktplatz 1 in Heilbronn. Das Haus mit dem markanten Erker an der Ecke zur Kaiserstraße erhielt seinen heutigen Namen im 19. Jahrhundert durch das damals populäre Schauspiel Das Käthchen von Heilbronn.

## Geschichte
Früher hieß das Käthchenhaus einfach Steinhaus, weil es im Unterschied zu den meisten übrigen Gebäuden der Stadt, die sonst hauptsächlich als Fachwerkhäuser ausgeführt waren, von unten bis oben aus massiven Heilbronner Sandstein erbaut worden war. Seine Erbauungsgeschichte ist so gut wie unbekannt. Jedenfalls muss der Bau von einem „steinreichen“ Heilbronner Bürger gebaut worden sein. Als Bauzeit kommt das 14. Jahrhundert in Betracht, nachdem das benachbarte Rathaus erweitert und der zuvor noch bebaute heutige Marktplatz freigeräumt worden waren. Das Steinhaus wurde vielfach verändert und umgebaut.
Im 16. Jahrhundert soll hier der Reformator Johann Lachmann gewohnt haben, weswegen es auch Lachmann'sches Haus genannt wurde. Dem Reformator wird der Auftrag zur Ausgestaltung des Erkers mit Reliefbildern von vier Propheten zugeschrieben. Im Jahr 1616 gehörte das Haus der Familie Hüngerlin. Das Gebäude wurde bis in die Mitte des 19. Jahrhunderts weiterhin nur das Steinhaus genannt. Erst 1901, als das Gebäude im Besitz der Familie Weingand war, berichtet der Chronist Johann Friedrich Dürr, das jetzt Weingendsche Haus (Marktplatz 1), würde nach den Angaben im Kleistschen Schauspiel „Käthchenhaus“ genannt.
Der Namenswechsel scheint der touristischen Nachfrage geschuldet gewesen zu sein. So wie man bereits den Heilbronner Neuturm zum Götzenturm umbenannte, um den Kennern einer Schlüsselszene aus Goethes Schauspiel über Götz von Berlichingen einen vermeintlich authentischen Schauplatz zur Besichtigung anbieten zu können, so präsentierte man künftig auch das markante Steinhaus am Marktplatz als vermeintlich authentischen Schauplatz von Heinrich von Kleists Schauspiel Das Käthchen von Heilbronn von 1808. Zwar war das Käthchen nur eine fiktive Figur und keines ihrer vermuteten historischen Vorbilder war in dem Gebäude zuhause. Dennoch sollte das Käthchen nicht nur Namensgeberin des Gebäudes werden, sondern erlangte die ganze Stadt im 19. Jahrhundert durch das populäre Schauspiel weitere Bekanntheit.
1919 ging das Gebäude in den Besitz des aus Karlsruhe stammenden Kaufmanns August Dietsche über, der das Haus restaurierte und dort ein Spezialgeschäft für Haus- und Küchengeräte eröffnete. 1934 erfolgte ein weiterer Umbau, wobei unter dem Verputz ein Renaissance-Giebel zum Vorschein kam. Beim Luftangriff auf Heilbronn am 4. Dezember 1944 wurde das Gebäude stark beschädigt: das Dach und das Hausinnere verbrannten vollständig, lediglich die steinerne Fassade blieb erhalten. Abermals unter Dietsche erfolgte bis 1949 eine neuerliche Restaurierung, wobei insbesondere die Dach- und Giebelkonstruktion nur sehr vereinfacht rekonstruiert wurde. Auf den zum Marktplatz gewandten Barockgiebel wurde beim Wiederaufbau völlig verzichtet. Das Erdgeschoss wurde als schlichte Gewerbefläche ausgestaltet, in der der Besitzer noch einige Jahre sein Haushaltswarengeschäft betrieb, bevor er das Erdgeschoss an eine Supermarktkette vermietete. Seit Ablauf dieses Mietvertrages im Jahr 2005 nutzt verschiedene Gastronomie die Gewerbefläche.
Seit 1986 bildet das Gebäude die Südostecke des Käthchenhofs. Die Erben des Kaufmanns Dietsche haben das Gebäude 2020 an die Heilbronner Bürgerstiftung verkauft. Das zweite Obergeschoss des Kätchenhauses mit dem markanten Erker ist seit den 1950er Jahren an den Männerbund „Schlaraffia Heylbronnen“ vermietet und kann nicht besichtigt werden.

## Beschreibung

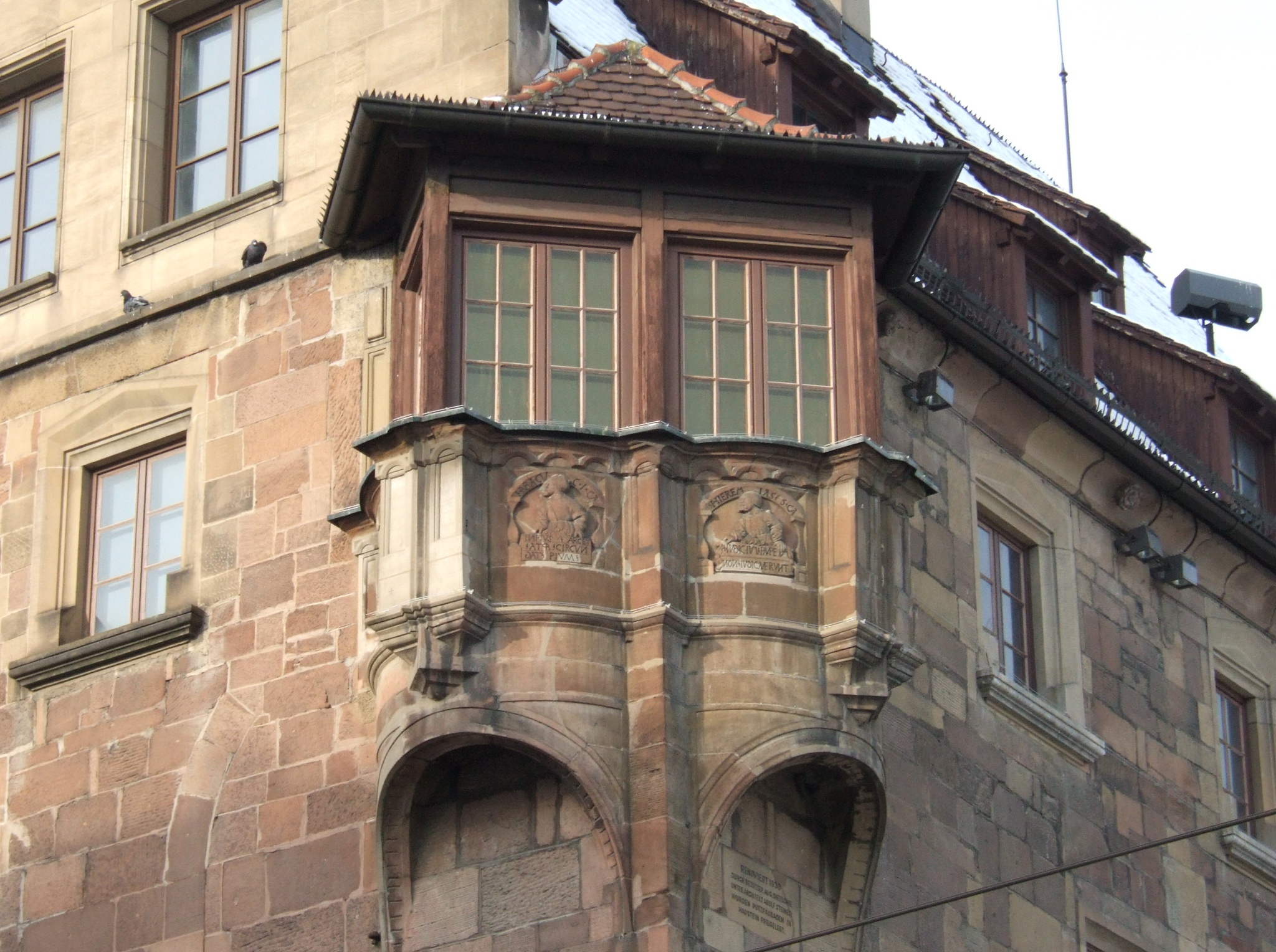
Erker mit den vier Propheten am „Käthchenhaus“

Ganz im Stil mittelalterlicher Wohntürme besteht dieses Gebäude aus drei Stockwerken, ganz aus Sandstein mit zugemauerten Fenstern aus der Zeit der Gotik und anderen aus der Renaissance. Auf dem Erker, der von Balthasar Wolff 1534 gestaltet worden ist, sind Brustbilder der vier biblischen Propheten Jesaja, Jeremia, Hosea und Habakuk abgebildet.

### Jesaja

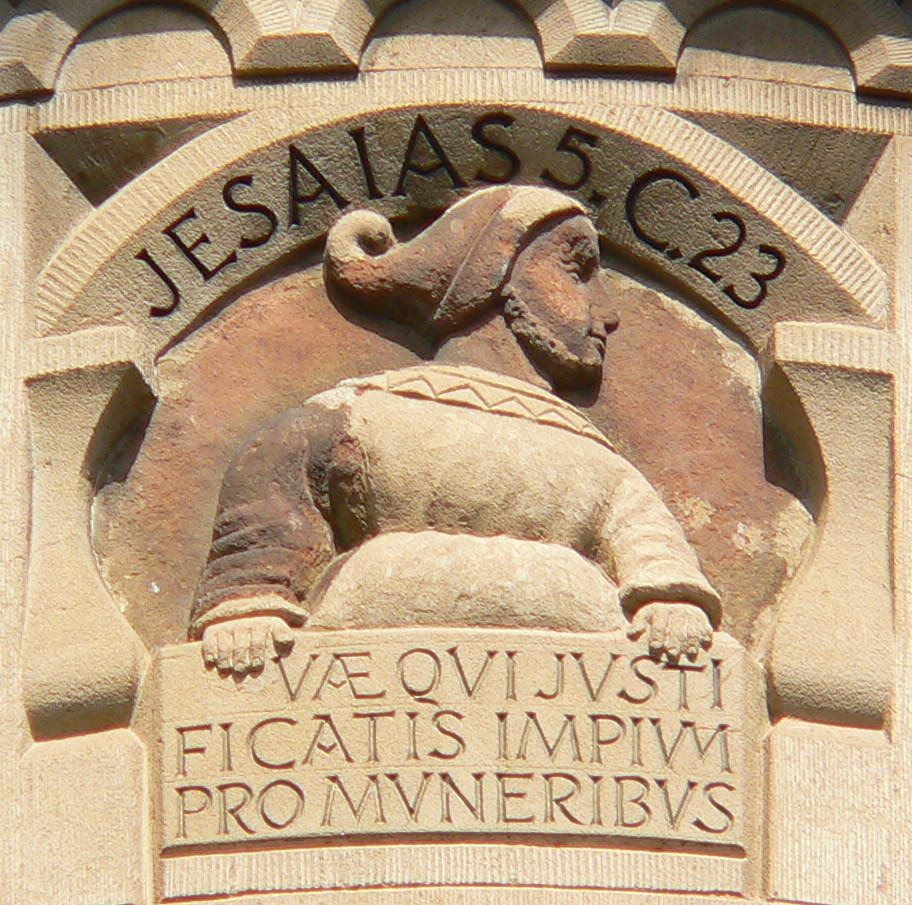
Jeseja

Als erster Prophet Israels verhieß Jesaja den Israeliten einen zukünftigen Messias als gerechten Richter und Retter der Armen. Die Inschrift
“JESAIAS 5 C 23 VAE QVI JVSTIFICATIS IMPIVM PRO MVNERIBVS”
ist ein Zitat aus dem Buch Jesaja:

“22 Vae […] 23 […] qui justificatis impium pro muneribus,”

„22 Wehe denen, […] 23 […] die den Gottlosen wegen eines Bestechungsgeschenkes gerecht sprechen,“

### Jeremia

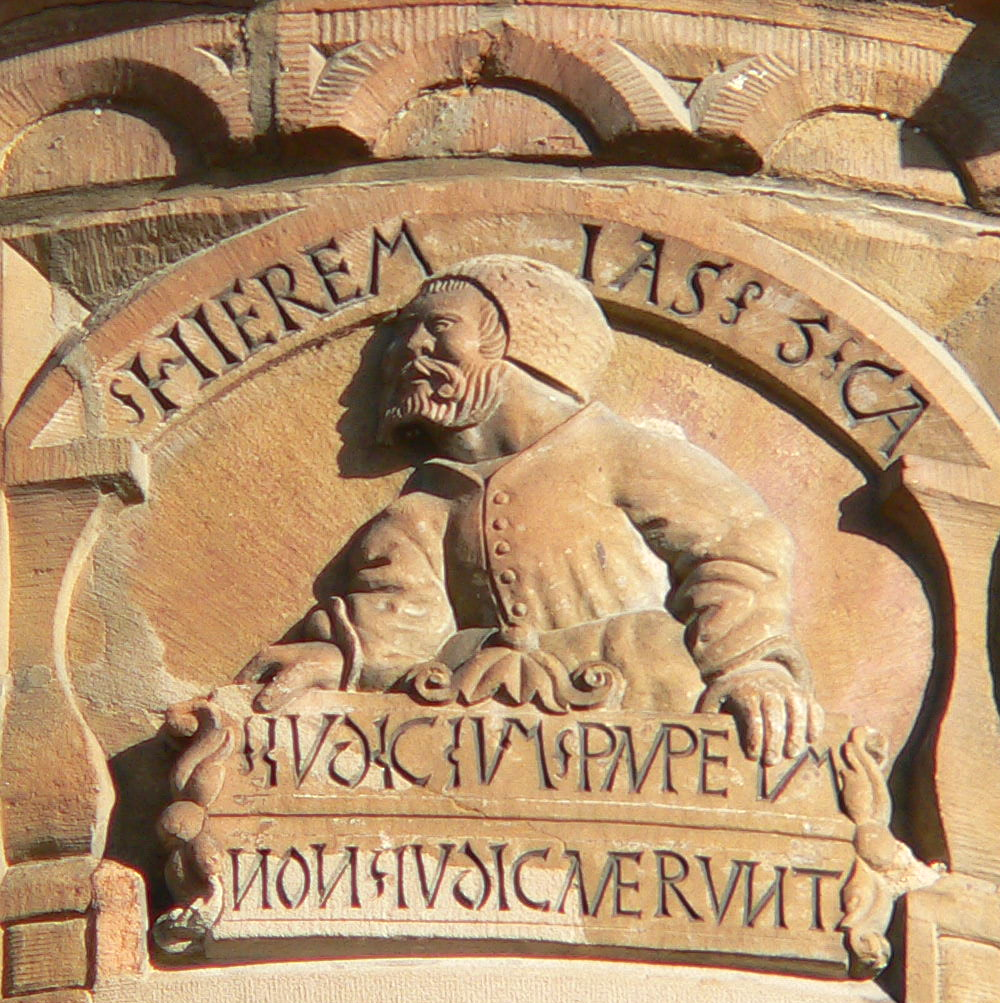
Jeremia

Jeremia ist neben Jesaja ein großer Schriftprophet des Tanach. Am Erker ist folgende Inschrift zu lesen:
“HIEREMIAS 5 CA IVDICIVM PAVPEVM NON IVDICAVERVNT”,
die dem Buch Jeremia entnommen ist:

“judicium pauperum non judicaverunt.”

„den Rechtsanspruch der Armen setzen sie nicht durch.“

### Hosea

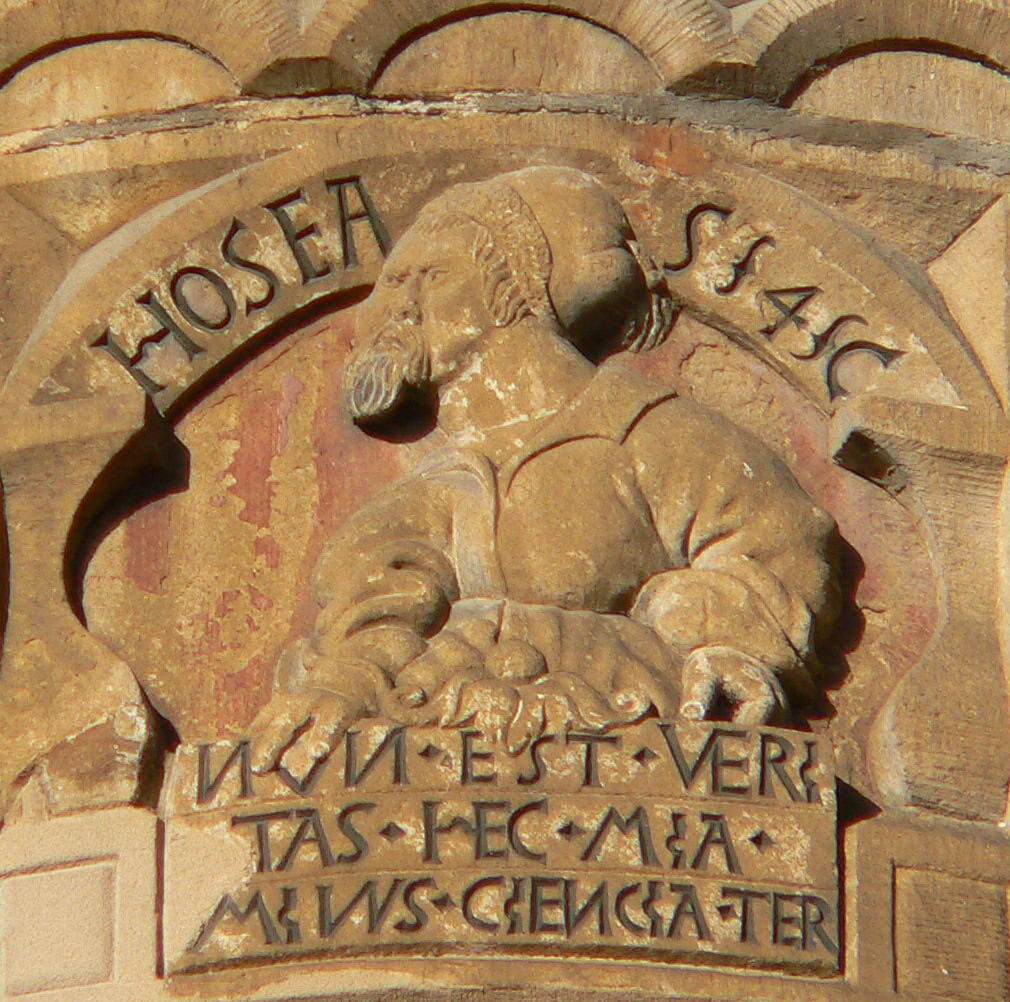
Hosea

Das Buch Hosea eröffnet die Reihe der Zwölf kleinen Propheten im Tanach. Wie später Jeremia (Jer 31,20 ) und Jesaja (Jes 63,15 ) betonte Hosea aber auch Gottes Leidenschaft für sein untreues Volk und sein Mitleiden an dessen Schicksal bis hin zum „Schmerz“ (Hos 11,8 ). Die Inschrift am Erker:
“HOSEAS 4 C NON EST VERITAS I~EC MIA MIVVS CIENCIA TER”
gibt verkürzt den folgenden Vers wieder:

“non est enim veritas, et non est misericordia, et non est scientia Dei in terra.”

„denn keine Wahrheit und keine Liebe und keine Erkenntnis Gottes ist im Land.“

### Habakuk

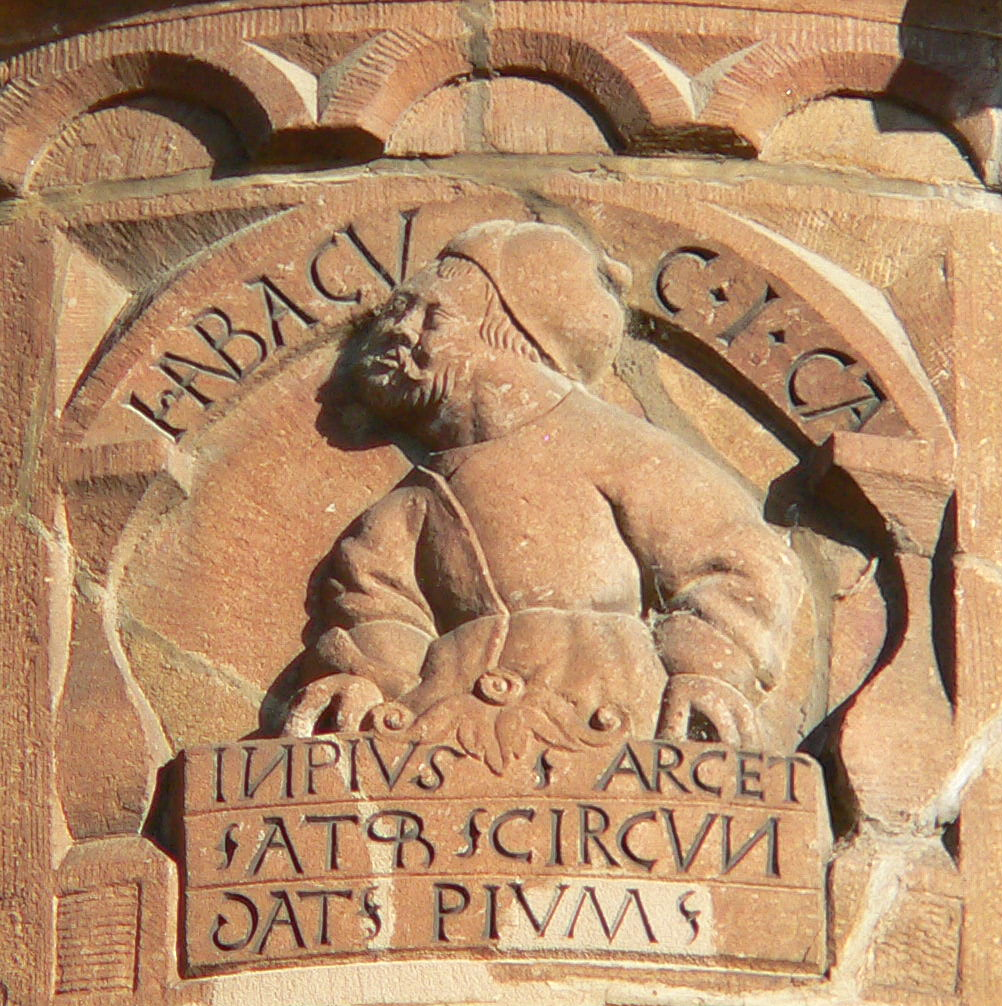
Habakuk

Habakuk erteilte Weherufe über Habsüchtige, Ausbeuter, Gewalttätige und Götzendiener (Hab 2,6–20 ). Die Inschrift
“HABACVC I CA INPIVS ARCET AT& CIRCVNDAT PIVM”,
in etwa mit der Bedeutung „Der Gottlose übervorteilt den Gerechten“, geht auf den Anfang des ersten Kapitels des Buches Habakuk zurück, findet sich jedoch nicht wörtlich dort wieder. So liest man bei Habakuk beispielsweise:

“quia impius prævalet adversus justum, propterea egreditur judicium perversum.”

„Denn der Gottlose kreist den Gerechten ein; darum kommt verdrehtes Recht heraus.“